# Glod, Alba
Glod este un sat în comuna Almașu Mare din județul Alba, Transilvania, România.

## Obiective turistice
- Rezervația naturală Cheile Glodului (20 ha).

## Legături externe

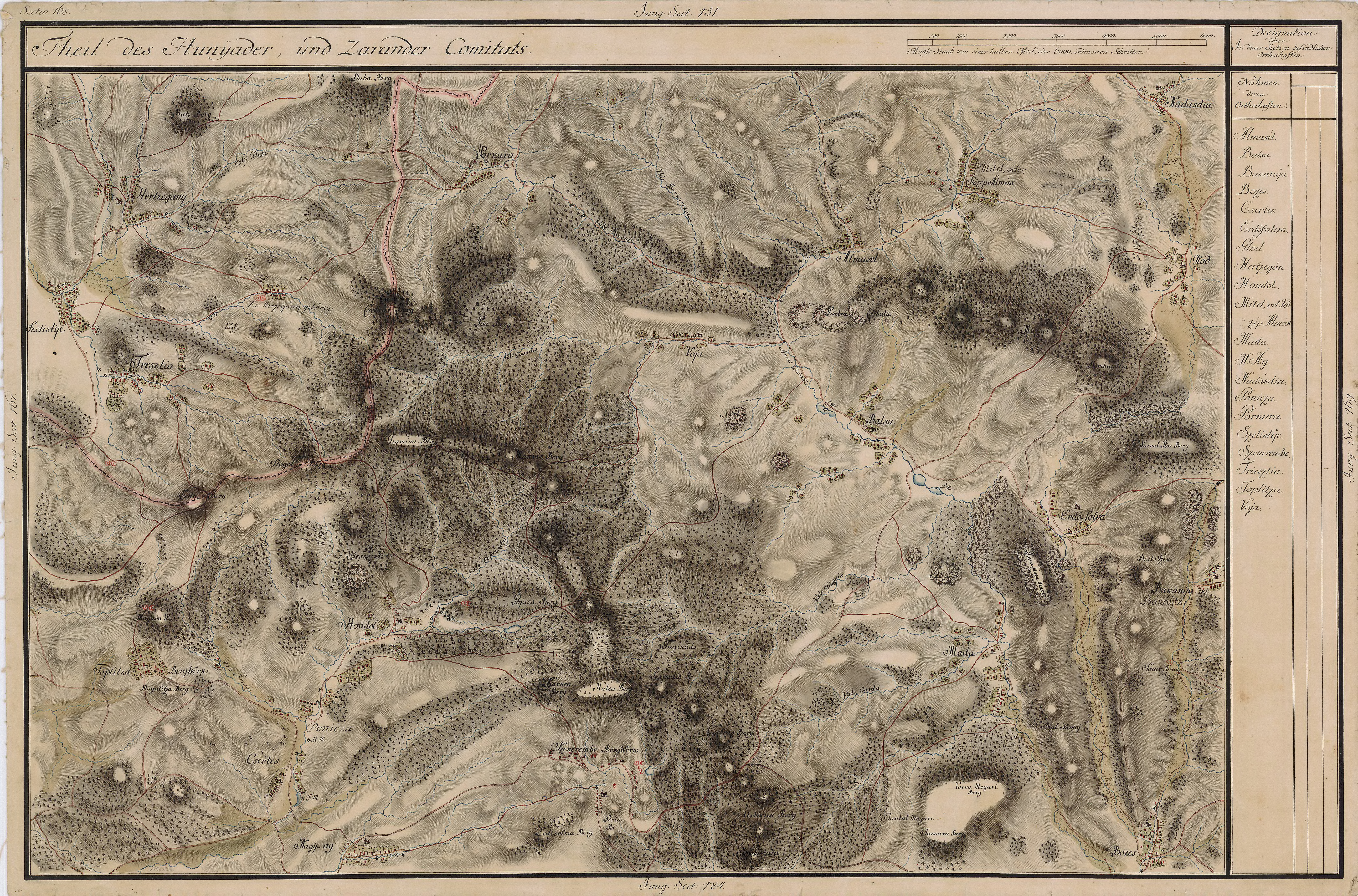
Glod în Harta Iosefină a Transilvaniei, 1769-1773